# Базельський зоопарк
47°32′50″ пн. ш. 7°34′44″ сх. д. / 47.547336111111° пн. ш. 7.5787638888889° сх. д.
Ба́зельський зоопа́рк (нім. Zoologischer Garten Basel) — некомерційний зоопарк у місті Базель, Швейцарія. Мешканці Базеля ласкаво називають його Цоллі.

Його головний вхід розташований неподалік від центрального проспекту Базеля Штайнен-Форштадт і прямує долиною річки Бірсіг до міської межі Базеля з Біннінгеном, Базель-Ланд.
У зоопарку понад 500 видів тварин з усіх семи континентів.
Базельський зоопарк — найстаріший (1874) і найбільший за кількістю тварин зоопарк Швейцарії.
З понад 1,8 мільйона відвідувачів на рік

це найвідвідуваніша туристична пам'ятка Швейцарії з платним входом.

Зоопарк Базеля визнали одним із п'ятнадцяти найкращих зоопарків світу за версією Forbes Traveler у 2008 році
,
а у 2009 році як сьомий найкращий в Європі за версією Ентоні Шерідана із Зоологічного товариства Лондона.

У зоопарку відбулося перше народження індійського носорога в неволі
,
а також народився перший великий фламінго.

Зоопарк мав неодноразовий успіх у розмноженні тварин, а саме гепардів (18 пологів),

окапі (22),

карликових бегемотів (53),

і фламінго (понад 400 вилуплень).

Кожен сомалійський дикий віслюк в зоопарках по всьому світу пов'язаний із популяцією в Базелі, де розпочато програму зоологічного розведення цього виду.

На середину 2020-х рр. зоопарк бере участь у понад 40 програмах збереження видів, що перебувають під загрозою зникнення.

Базельський зоопарк має найдорожче розширення у своїй історії.
А саме внутрішній і зовнішній ремонт будинку мавп (2011—2012 рр. — 30 мільйонів франків), реконструкція/розширення ресторану в зоопарку (2015 р. — 16 мільйонів франків)
,
новий будиночок для слонів і вольєр просто неба (2016 р. — 28 мільйонів франків).

Найближчим часом планується подальше розширення до нинішньої стоянки та на південь.

## Експонати та атракціони

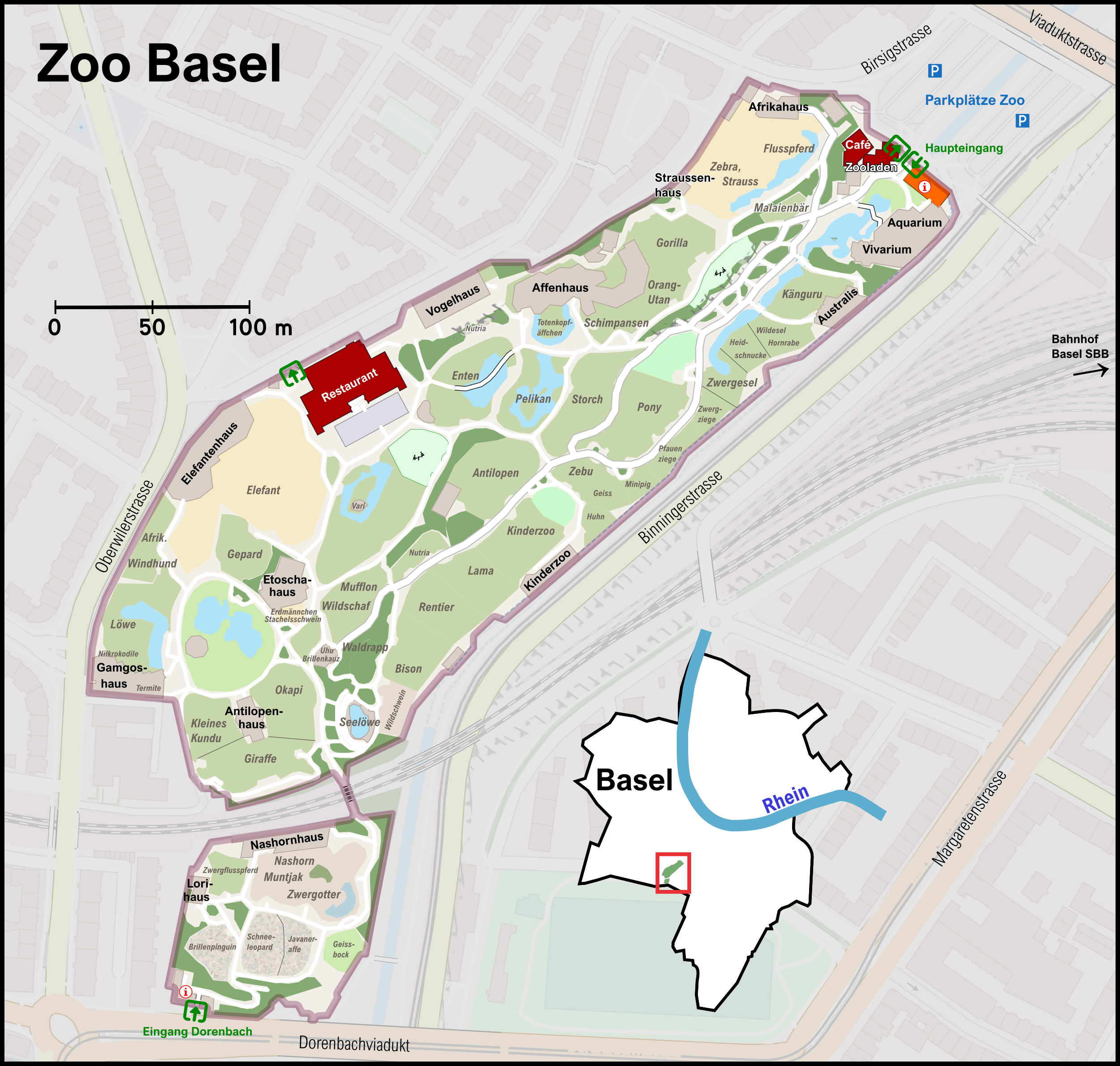
Мапа зоопарку Базеля

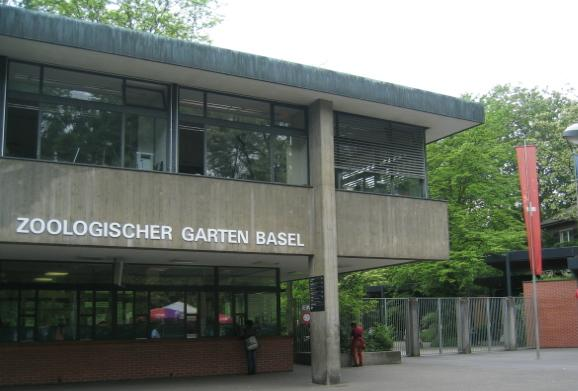
Головний вхід зоопарку Базеля

Зоопарк Базеля оточений містом Базель і відіграє таку ж роль для місцевого населення, як і Центральний парк у Нью-Йорку для жителів міста.
За словами співробітників Зоопарку Базеля, його «експонати розроблені так, щоб не розкривати все з першого погляду, а запрошує відвідувачів зупинитися та зробити особисті спостереження».

Нижче наведено деякі з експонатів Базельського зоопарку.
Зауважте, однак, що експонати постійно змінюються через модернізацію інфраструктури, успіхи розведення та будівництво нових експонатів.

### Акваріум
Акваріум (називається віварій у Базелі) відкрито в 1972 році, і за багато років він досяг кількох помітних успіхів у розведенні.
До них належать потомство багатоперих риб у 2006 році
,
неодноразові вилуплення королівських пінгвінів

і понад тисячу вилуплень червоночеревної короткошийої черепахи з 1981 року

Станом на травень 2012 року у віварії було близько 6000 тварин 480 видів,

включаючи риб, рептилій, амфібій, пінгвінів-шкіперів та королівських пінгвінів.
Взимку пінгвіни-шкіпери і королівські пінгвіни мають доступ до відкритого вольєру, де їх можна спостерігати, як вони гуляють віварієм щоранку близько одинадцятої.

### Африканська виставка

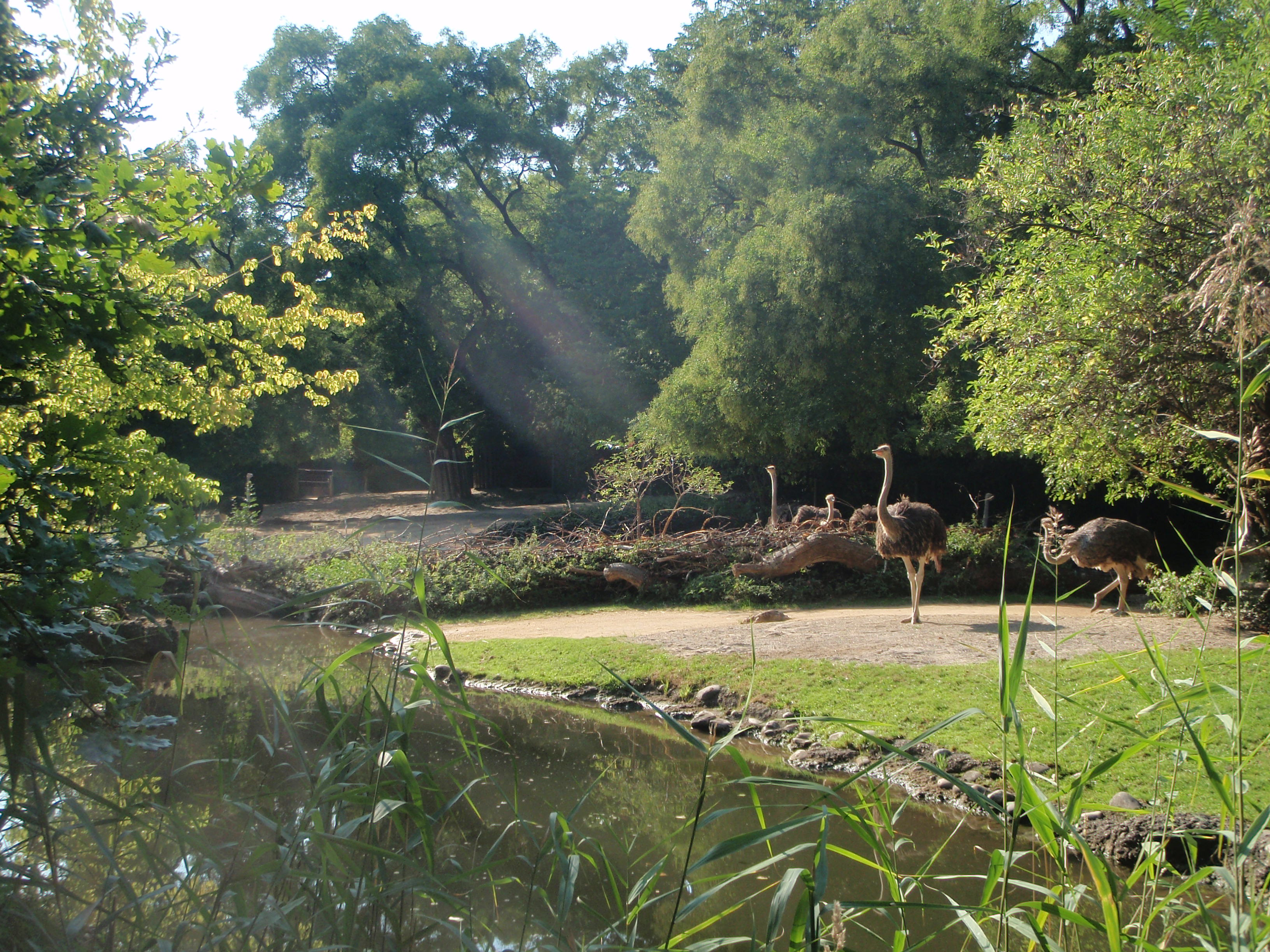
Африканська виставка

Гіпопотами, страуси та зебри (Equus quagga boehmi) живуть разом в Африканському павільйоні.
Африканська виставка була першою в Базельському зоопарку, де три види живуть на одній відкритій території.

За словами співробітників зоопарку, досвід, отриманий під час цієї виставки, допоміг сформувати тематичну зону Етоша та виставку носорогів просто неба.
Павільйон, відкритий в 1993 році, став ареною кількох аварій.
13 жовтня 2004 року, після дванадцяти років спільного життя, 17-річний жеребець зебри вкусив самця бегемота під час щоденного ранкового розмічення території, зебра впала у воду і була вбита бегемотами на очах у кількох відвідувачів.

13 лютого 2013 року Зоопарк Базеля повідомив, що у пари страусів Барінго (1993 р.н.) і Маньяра (1992 р.н.) народилося ще десять пташенят.
Поки Маньяра вдень сиділа над яйцями, Барінго опікувався вночі.
З 2000 року в Базелі без допомоги людей вилупилося близько 110 страусів.

### Австраліс
Зоопарк Базеля вперше придбав кенгуру в 1908 році.
Відтоді народилося більш як сотня кенгуру.
У 2006 році була відкрита тематична зона Australis, фінансована Novartis.
На цій експозиції просто неба живуть разом західні сірі кенгуру та великоніг східний.
Усередині будинку Australis є кілька віваріїв, де представлені австралійські тварини:гекони, Latrodectus hasselti, жаб ага, кілька видів Phasmatodea і зелених деревних пітонів.
Навчальна виставка всередині будинку присвячена розмноженню сумчастих тварин.

### Будиночок для птахів

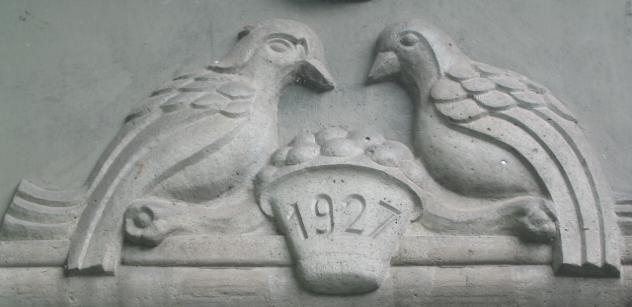
Логотип входу в будинок птахів

Будинок для птахів, відкрито в 1927 році, є другою найстарішою будівлею в Базельському зоопарку.
Якщо спочатку в цьому будинку були рептилії та мавпи, то зараз тут лише птахи.
У «джунглях» вільно літають птахи, які можуть ховатися в густій рослинності.
Деякі, як-от турако-книсна, можна почути, але їх видно лише під час польоту.
З 1948 року в зоопарку живуть птахи родини Zosteropidae.
Окулярник мінливобарвний, який належить до цієї родини, з 2008 році знову є у зоопарку після 20 років відсутності.

### Етоша

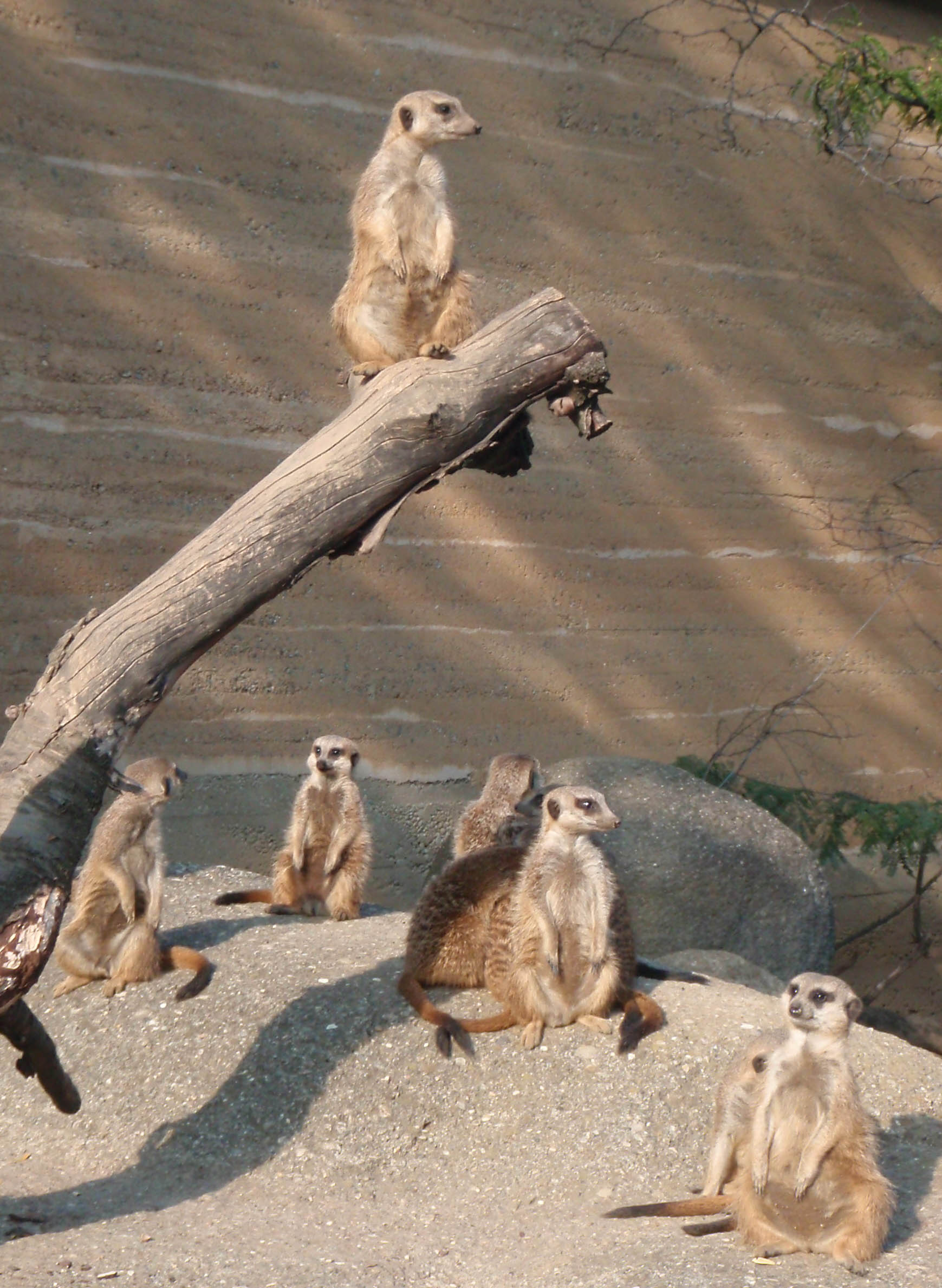
Сурикати біля будинку Етоша

Відкриття тематичної зони Етоша у 2001 році поклало початок реалізації концепції великої тематичної зони сучасних зоопарків у Базельському зоопарку. Експозиція складається з будинку Етоша, відкритих експонатів для гепардів, африканських диких собак, котячих лемурів, їжатців африканських і левів. Також тут розташовано будинок Гамгоа.
Вони створюють тематичну зону африканської фауни.

Виставка Етоша була названа на честь національного парку Етоша: найбільшого національного парку в Намібії та на південному заході Африки.
Що має площу приблизно половину розміру Швейцарії.

### Гамгоас

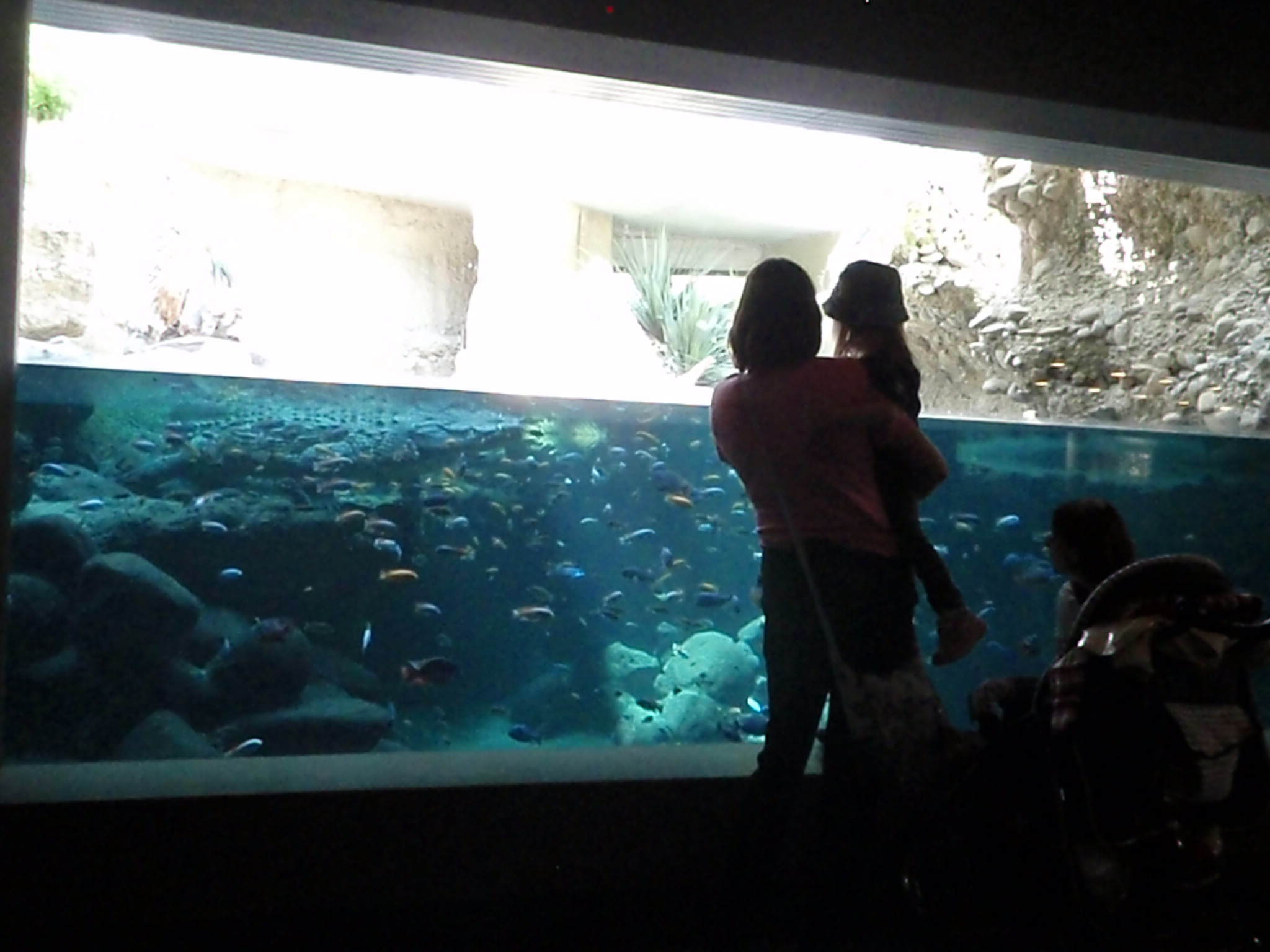
Вольєр для нільських крокодилів

Гамгоас є частиною тематичної зони Етоша, тут мешкають леви та крокодили.
Буквальне значення Гамгоаса на мові народу Етоша — «місце, де живуть леви».

У будинку Гамгоас живуть дві колонії термітів, один хамелеон, п'ять нільських крокодилів, кілька десятків східноафриканських цихлід (риб), інформаційна виставка та три вікна для огляду левів.
Велике вікно у вольєрі з нільськими крокодилами дозволяє відвідувачам бачити крокодилів під водою та бути за дюйм від них.

20 червня 2006 року вперше в історії зоопарку вилупилися кілька нільських крокодилів.

Два з цих нових крокодилів виросли і зараз є одними з п'яти нільських крокодилів у Базельському зоопарку.

### Дім мавп
Мавпячий будиночок (побудований у 1969 році) є найбільшою будівлею зоопарку та мав кілька успіхів у розведенні, наприклад, перше дитинча горили в Європі (Гома),

перша горила в зоопарку другого покоління у світі (Тамтам),

та рідкісні Pithecia pithecia.
30 червня 2011 року Базельський мавпячий будиночок був знову відкритий після масштабної реконструкції та розширення з поверненням усіх мавп — крім орангутангів і Lagothrix
,
які «повернулися» у 2012 році.
Проект, що коштує 30 мільйонів швейцарських франків.

завершено восени 2012 р. відкриттям відкритих вольєрів, які зараз приблизно в тридцять разів більші, ніж раніше.

### Сад Заутера

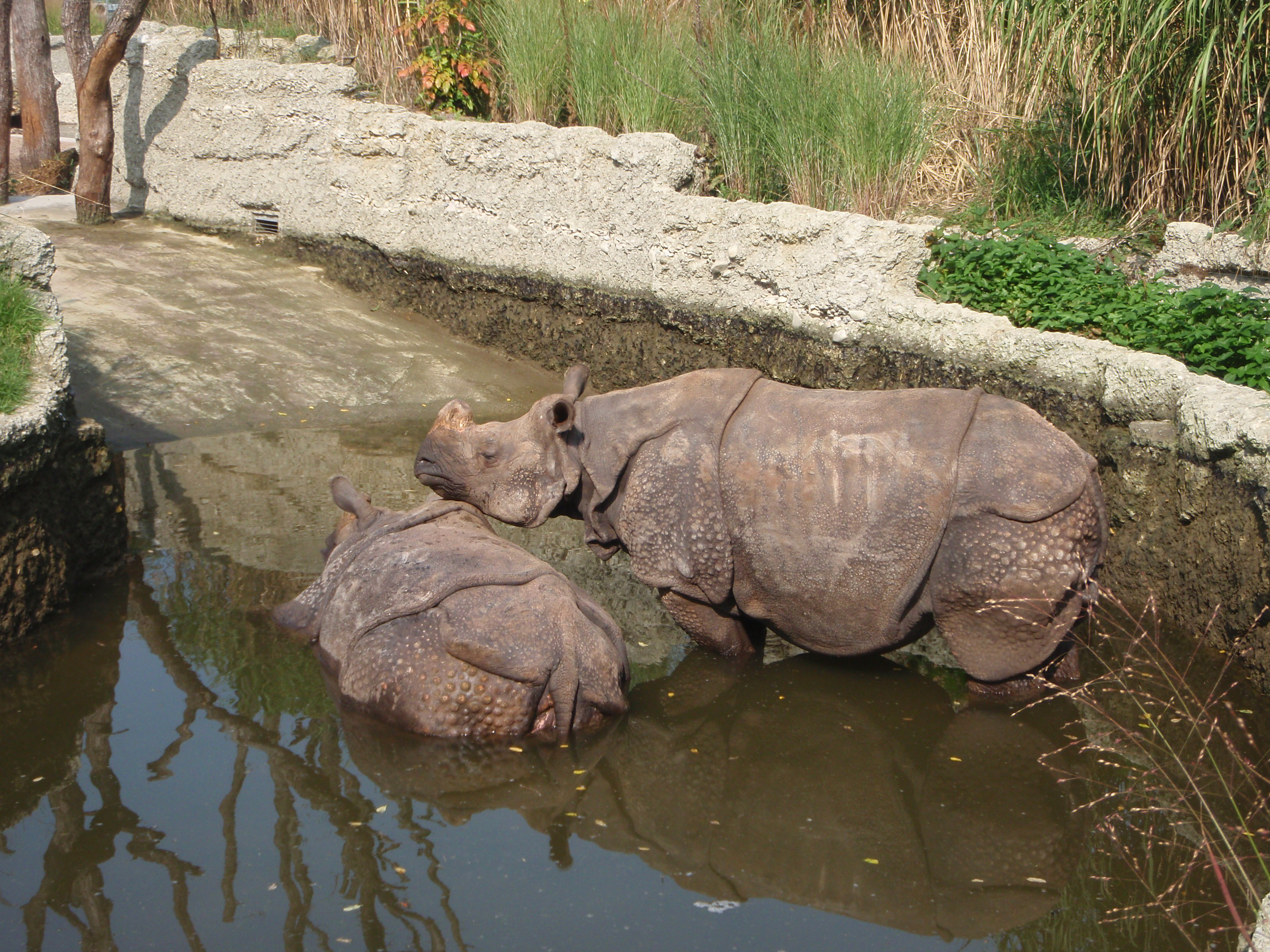
Носороги у вольєрі

Сад Заутера знаходиться на півдні зоопарку в напрямку Біннінгена.
Земля була придбана на гроші місцевого ювеліра Ульріха Заутера та відкрита для публіки в 1939 році.
Сад Заутера зосереджений на Азії.
У той час як африканські види (наприклад, карликовий бегемот) також присутні в ньому, його основні експонати представлені азійськими тваринами: індійськими носорогами, сніговим барсом та, станом на червень 2010 року, «Мавпячою скелею» з приблизно 60 макаками на ній.

У вольєрі можна спостерігати носорогів, мунтжаків та Aonyx cinereus.
Ці три види живуть разом без жодних інцидентів.
2,5-тонні носороги діляться їжею з 30-кілограмовими мунтжаками або заходять в один із трьох ставків, де видри плавають навколо носорогів.
Виставка носорогів спочатку відкрита в 1959 році, капітально відремонтована і знову відкрита в травні 2008 року.

У вольєрі снігових барсів живуть Майхан і Патор.
Обидва прибули взимку 2008/2009 років і мали трьох дитинчат навесні 2011 року.
Станом на червень 2011 року в Базелі народилося 30 снігових барсів.